# Šime
Šime je moško osebno ime.

## Izvor imena
Ime Šime je različica imena Simon.

## Pogostost imena
Po podatkih Statističnega urada Republike Slovenije je bilo na dan 31. decembra 2007 v Sloveniji število moških oseb z imenom Šime: 39. Med vsemi moškimi imeni pa je ime Šime po pogostosti uporabe uvrščeno na 944. mesto.

## Osebni praznik
V koledarju je ime Šime skupaj z imenom Simon (Šimen), god praznuje 28. oktobra 